# 埃斯屈罗勒
埃斯屈罗勒（法語：Escurolles，法語發音：[ɛskyʁɔl]）是法国阿列省的一个市镇，属于维希区。

## 地理
埃斯屈罗勒（46°8'36"N, 3°15'56"E）面积13.27 平方千米，位于法国奥弗涅-罗讷-阿尔卑斯大区阿列省，该省份为法国中部省份，北起涅夫勒省、西北接谢尔省，西南至克勒兹省，南至多姆山省，东南临卢瓦尔省，东临索恩-卢瓦尔省。
与埃斯屈罗勒接壤的市镇（或旧市镇、城区）包括：布鲁-韦尔内、科尼亚-利奥讷、埃斯皮纳斯-沃泽勒、勒马耶代科勒、昂德洛河畔蒙泰涅、圣蓬、索尔泽。

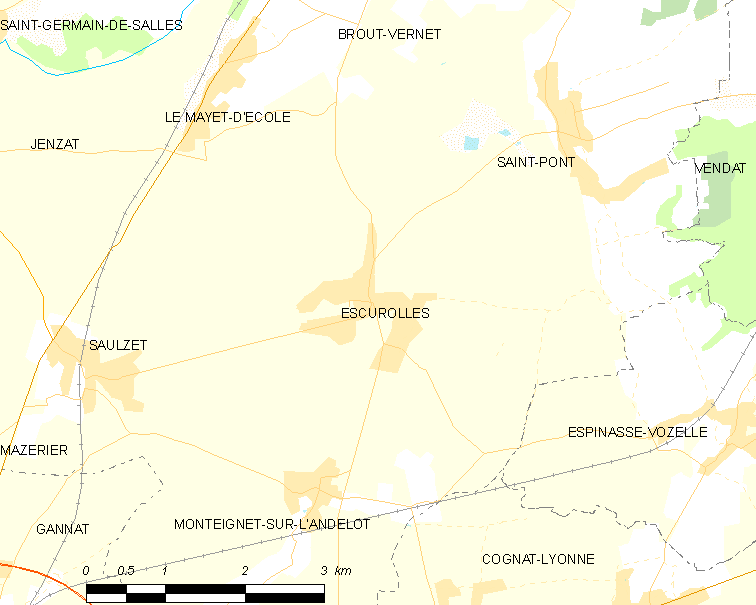
埃斯屈罗勒的OSM定位图

埃斯屈罗勒的时区为UTC+01:00、UTC+02:00（夏令时）。

## 行政
埃斯屈罗勒的邮政编码为03110，INSEE市镇编码为03109。

## 政治
埃斯屈罗勒所属的省级选区为阿列河畔贝尔里夫县。

## 人口

1962-2008年间埃斯屈罗勒人口变化图示

埃斯屈罗勒于2022年1月1日时的人口数量为797人。